# Frederick Mollwo Perkin
Frederick Mollwo Perkin (* 8. November 1869 in Sudbury (London); † 24. Mai 1928 in London) war ein britischer Chemiker.
Er war der Sohn von William Henry Perkin und studierte Chemie am Royal College of Science in London, an der Universität Edinburgh, dem Heriot-Watt College in Edinburgh und an der Universität Würzburg, an der er bei Arthur Hantzsch promoviert wurde. 1897 wurde er Leiter der Chemie-Abteilung des Borough Polytechnic Institute. 1909 trat er in das Privat-Labor seines Vaters ein, dass er auch übernahm. Zusätzlich eröffnete er Labore in London und für einige Jahre in Bradford.
Er befasste sich mit Organischer Elektrochemie und beriet bei der Herstellung von Heizöl aus Kohle und Torf, befasste sich mit Kohleverkokung bei niedriger Temperatur und der Bearbeitung von Torf zu Briketts.

## Schriften
- Practical Methods of Electrochemistry, 1905